# Jararaca-do-norte
A jararaca-do-norte (Bothrops atrox) é uma serpente de hábito terrícola, sendo a jararaca mais encontrada na região Amazônica.[carece de fontes?] Seu habitat varia entre matas, locais inundados e pequenos portes de mata. Seu tamanho pode chegar até 1,5 metro e, como uma serpente diurna, pode estar ativa durante todo o dia. Está presente na região tropical da América Central e do Sul.